# Březen 2016

## Březen

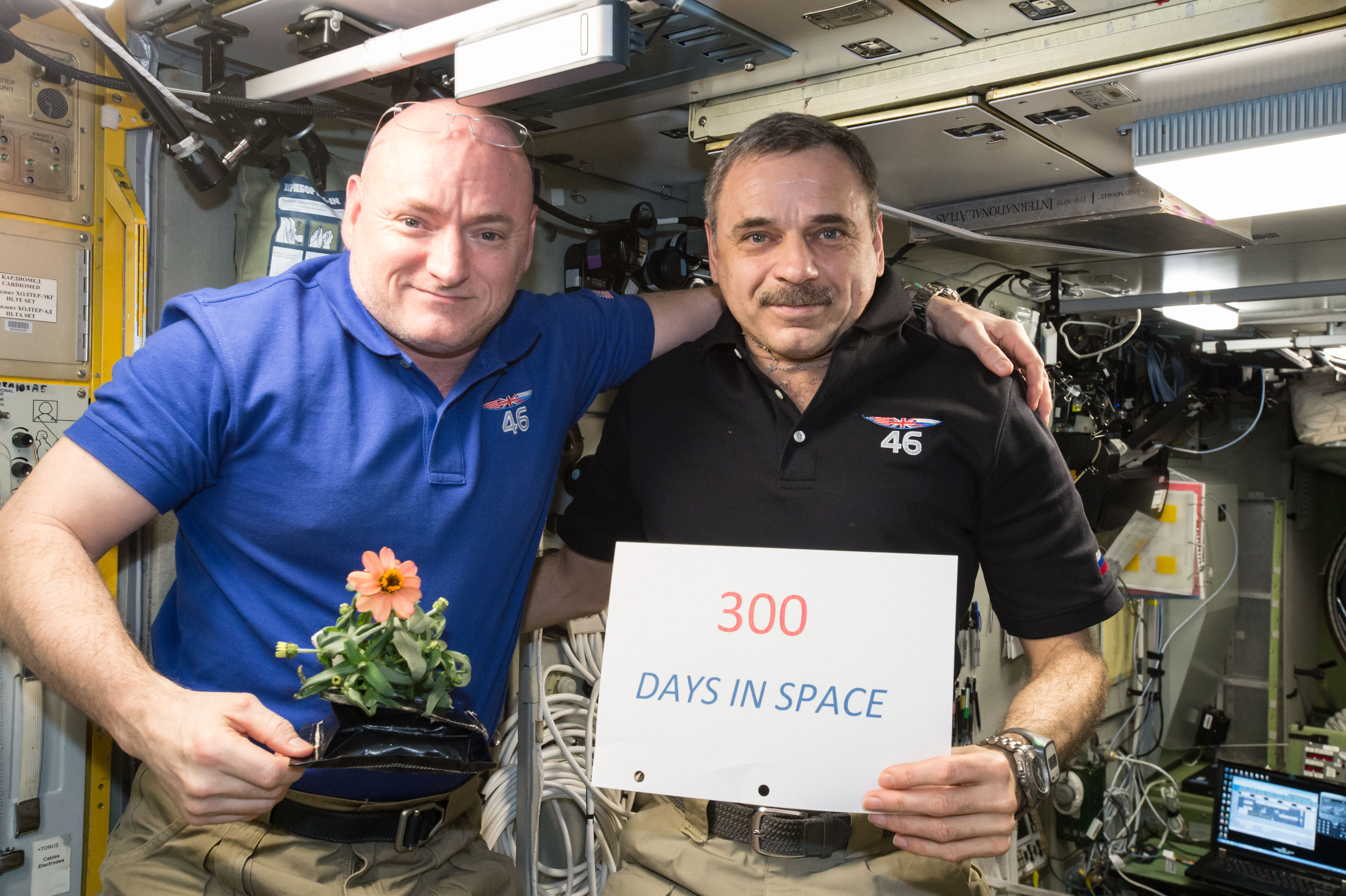
astronauti Kelly a Kornijenko

návrh vlajky Nového Zélandu

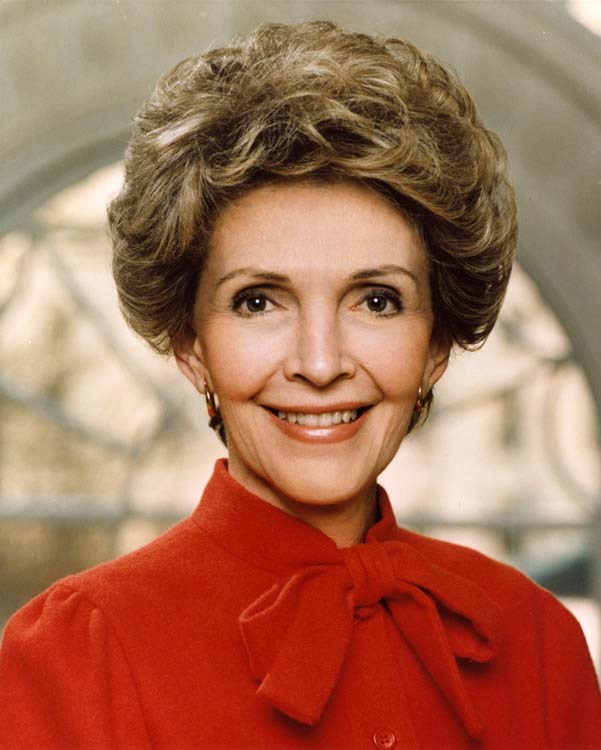
Nancy Reaganová

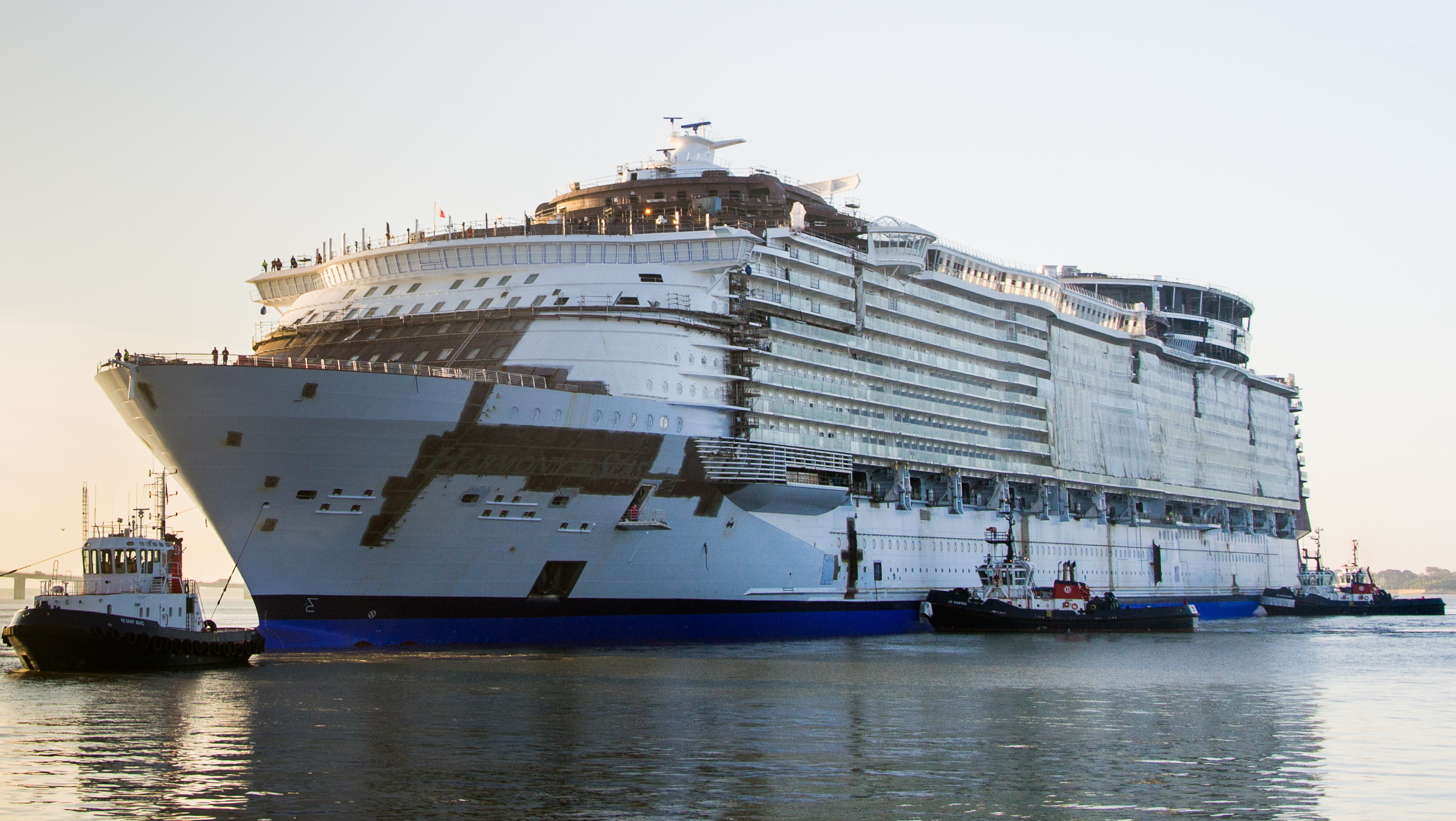
Harmony of the Seas

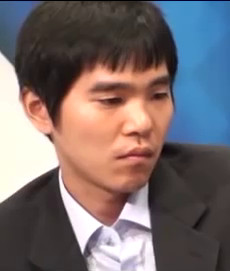
Lee Se-dol

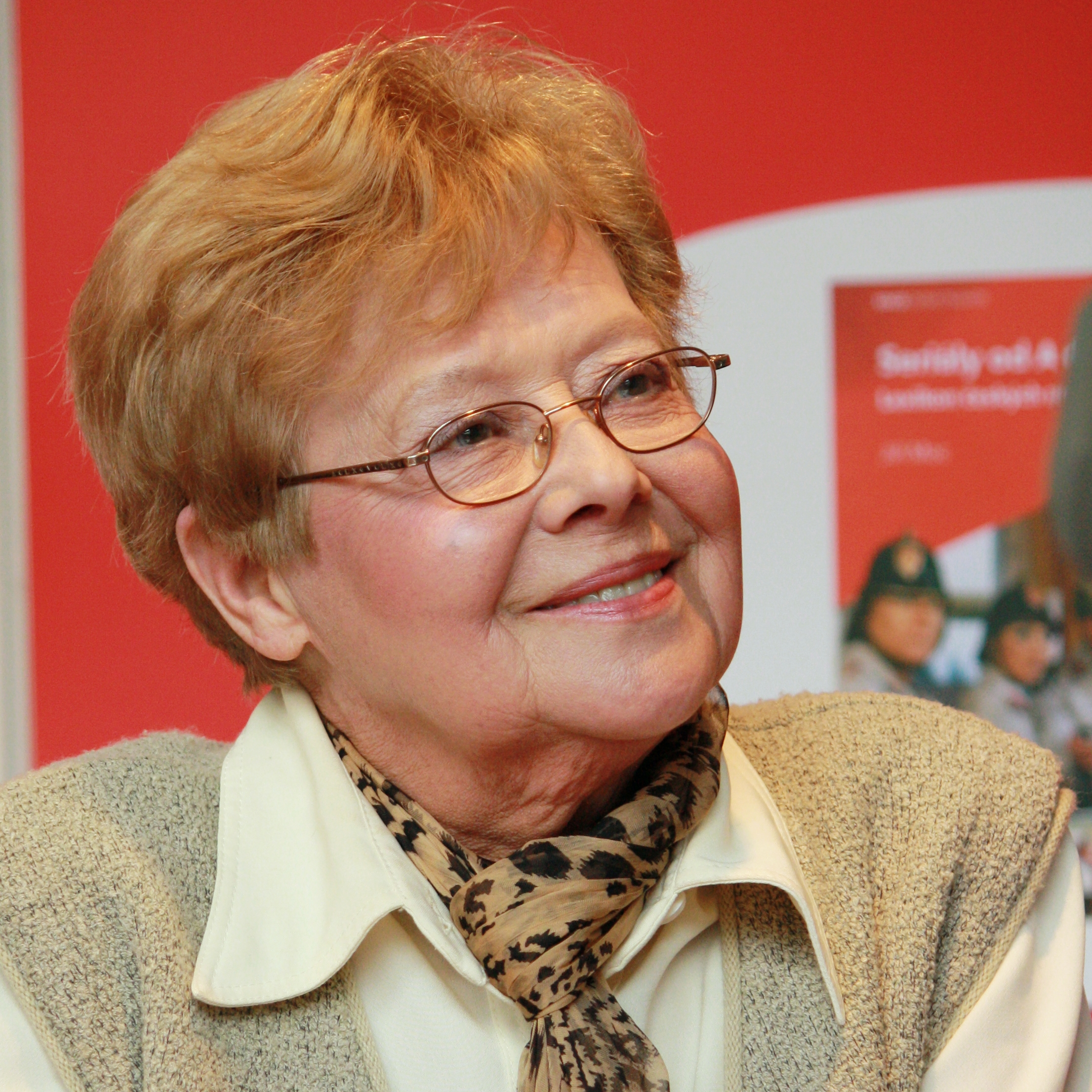
Olga Čuříková

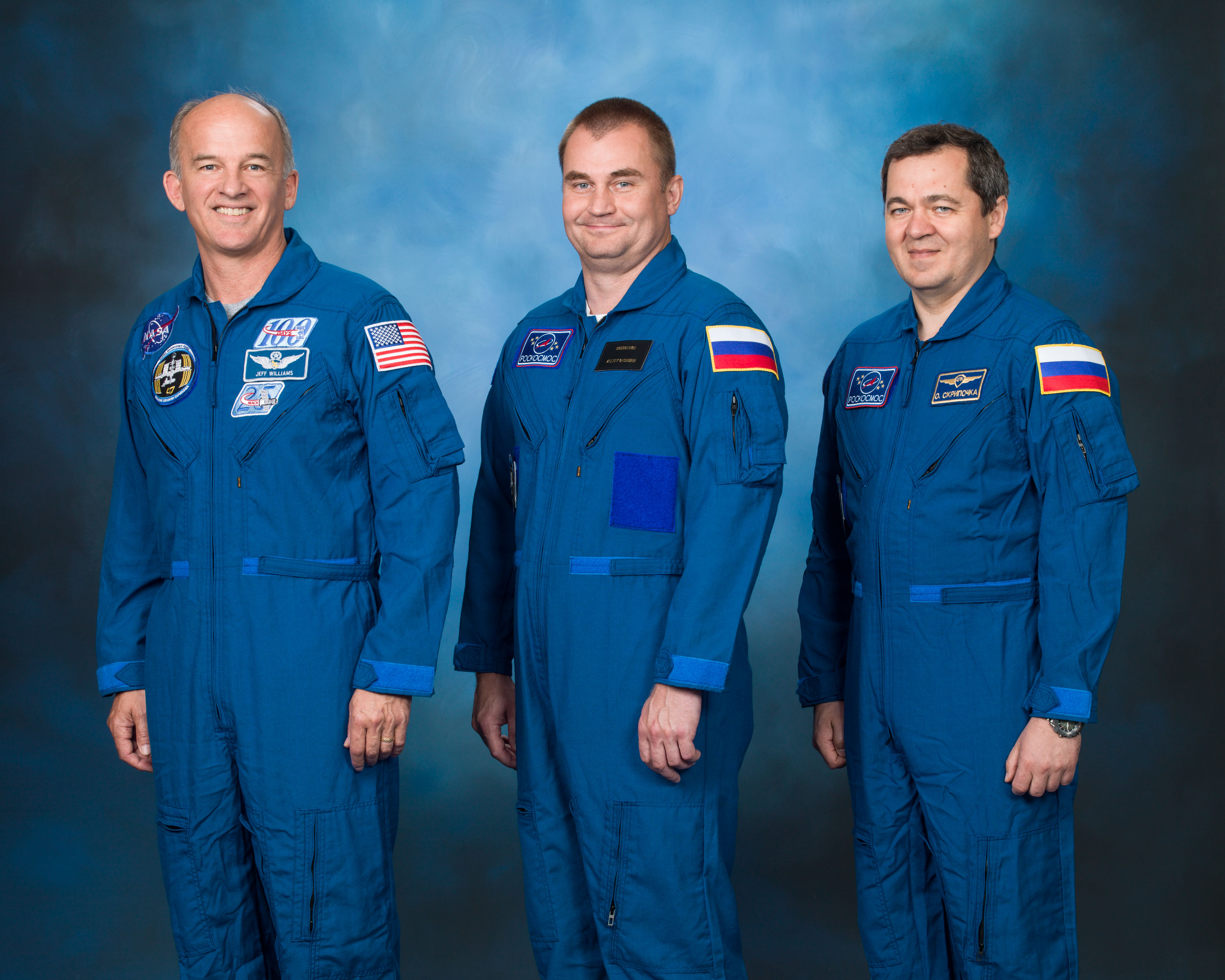
posádka Sojuz TMA-20M

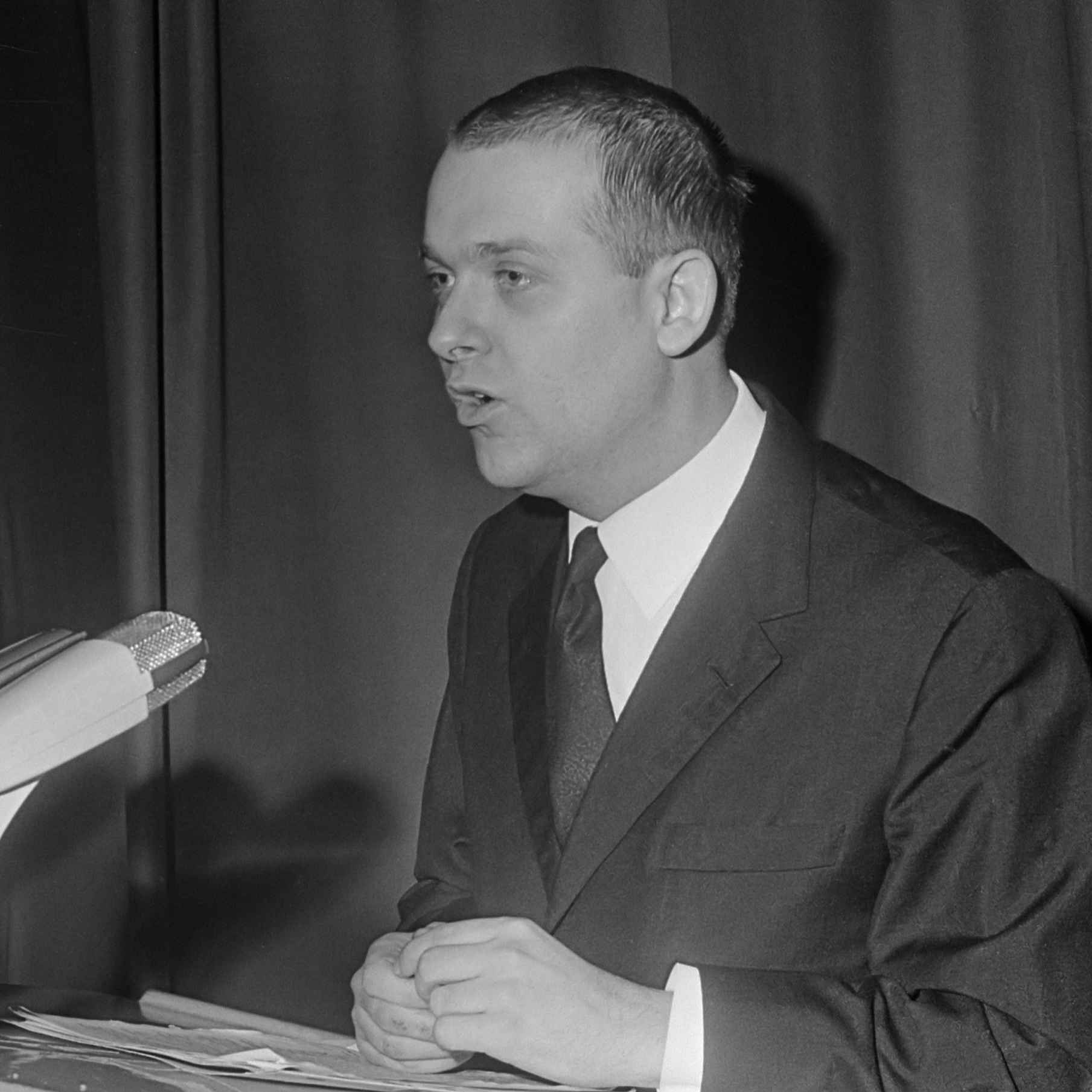
Jan Němec

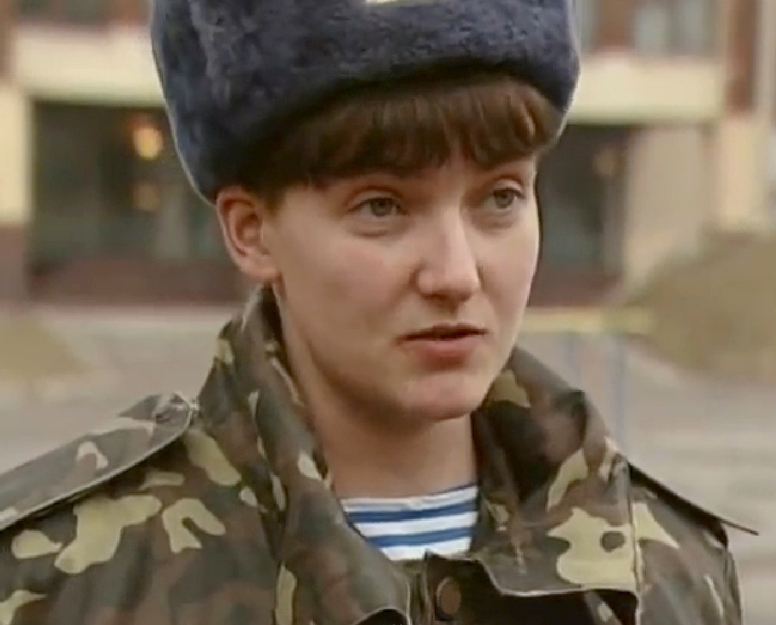
Nadija Savčenková

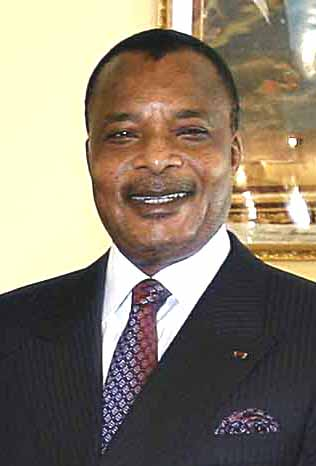
Denis Sassou-Nguesso

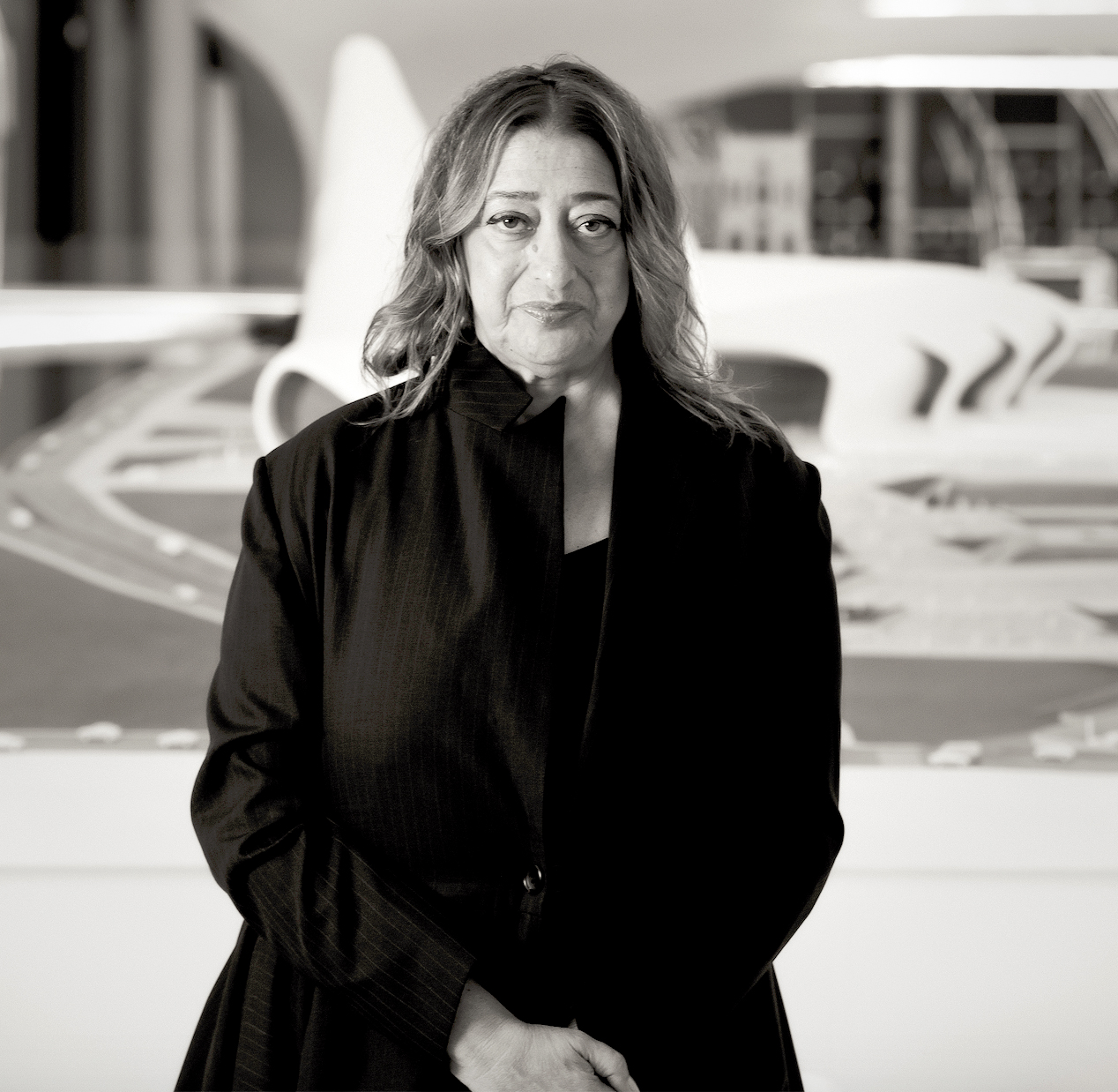
Zaha Hadid

1. března – úterý 
 Martin Hellman a Whitfield Diffie vyhráli turingovu cenu za vynález asymetrické kryptografie a digitálního klíče.
 Prokurátor stáhnul obvinění Seamuse Dalyho obviněného z masové vraždy 29 lidi během bombového útoku teroristické organizace Pravá IRA v severoirském městě Omagh.
 Prezidentské volby v USA: Voliči v amerických státech Alabama, Arkansas, Colorado, Georgie, Massachusetts, Minnesota, Oklahoma, Tennessee, Texas, Vermont, Virginie a na zámořském území Americká Samoa vyjádří svůj názor v sérii stranických primárek známé jako volební superúterý.
2. března – středa 
 Americký astronaut Scott Kelly a ruský kosmonaut Michail Kornijenko (na obrázku) úspěšně ukončili roční pobyt na Mezinárodní vesmírné stanici.
 Prezidentské volby v USA: Během volebního superúterý získala demokratická kandidátka Hillary Clintonová nominace v sedmi státech. Stejný počet nominaci získal kandidát republikánské strany Donald Trump.
 Rada bezpečnosti OSN schválila v reakci na poslední severokorejský test jaderné bomby nové sankce proti této zemi.
 Kauza Hitler je gentleman: Obvodní soud pro Prahu 1 nepravomocně nařídil Kanceláři prezidenta republiky písemně se omluvit Terezii Kaslové, vnučce novináře Ferdinanda Peroutky.
 Rada pro spolupráci arabských států v Zálivu zařadila libanonský Hizballáh na seznam teroristických organizací.
 Ruský prokurátor navrhl pro ukrajinskou poslankyni a válečnou letkyni Nadiju Savčenkovou, obviněnou z vraždy dvou ruských novinářů, trest ve výši 23 let vězení.
 V Mosambickém průlivu byly objeveny trosky letounu Boeing 777, pravděpodobně pocházející ze ztracenému letu Malaysia Airlines 370.
3. března – čtvrtek 
 Na Novém Zélandu začalo referendum o ponechání stávající vlajky nebo přijetí nové se stříbrnou kapradinou (na obrázku).
4. března – pátek 
 Brazilská policie zadržela bývalého prezidenta Lulu da Silvu kvůli podezření z korupce týkající se státní ropné společnosti Petrobras.
5. března – sobota 
 Ve věku 74 let zemřel informatik Ray Tomlinson, odesílatel prvního e-mailu a popularizátor symbolu @.
 Na Slovensku se konají parlamentní volby.
 Českého lva za nejlepší film získalo drama Kobry a užovky režiséra Jana Prušinovského.
 Nosná raketa Falcon 9 americké společnosti SpaceX vynesla lucemburský satelit na oběžnou dráhu kolem Země. Při cestě vzhůru se první stupeň rakety oddělil podle plánu, otočil se a zamířil směrem k plošině. Raketa sice platformu neminula, ale přistála příliš tvrdě.
6. března – neděle 
 Ve věku 94 let zemřela Nancy Reaganová (na obrázku), herečka, manželka prezidenta Spojených států amerických Ronalda Reagana a v letech 1981–1989 první dáma USA.
 Strana SMER – sociálna demokracia současného premiéra Roberta Fica získala 28 % hlasů ve slovenských parlamentní volbách. Druhou nejsilnější stranou je Sloboda a Solidarita s 12 % hlasů a na třetím místě skončilo uskupení Obyčejní lidé s 11 % hlasů. Do Národní rady se dostalo celkem osm stran. Naopak se sem nedostali křesťanští demokraté. Fico bude mít problém se složením nové fungující koalice. Robertu Ficovi gratuloval k vítězství také český premiér Bohuslav Sobotka.
7. března – pondělí 
 Chyba DROWN, kterou mohou počítačoví piráti zneužít k odposlouchávání šifrované webové komunikace, se týká odhadem 11 miliónů webových stránek po celém světě. V České republice je to zřejmě kolem 13 000 problematických IP adres.
 Nejméně 150 bojovníků Aš-Šabáb bylo zabito při útoku amerického bezpilotního letadla na základnu ozbrojenců severně od Mogadišu.
 Tuniská armáda odrazila útok islamistů z Islámského státu. Ti zaútočili na kasárna a na policejní stanici ve městě Binkardán, poblíž hranic s Libyí. Podle posledních informací je asi třiapadesát mrtvých, z toho třicet pět teroristů, sedm civilistů včetně dítěte a deset členů bezpečnostních složek.
 Ruská tenistka Maria Šarapovová, vítězka pěti Grand Slamů, se přiznala k užití meldonia, které je od ledna 2016 zakázané.
8. března – úterý 
 Evropská migrační krize: Slovinsko, Srbsko a Makedonie uzavřely balkánskou migrační trasu, poté co Slovinsko znemožnilo průchod migrantů do Rakouska. Desítky tisíc lidí uvázly na přechodu Idomeni na řecko-makedonské hranici.
9. března – středa 
KLDR zastavila veškerou obchodní a hospodářskou spolupráci s Jižní Koreou a anulovala veškeré předchozí dohody o ní. Podle představitelů KLDR jde o reakci na společné manévry Spojených států a Jižní Koreje.
10. března – čtvrtek 
 Pohonné hmoty (benzín i motorová nafta) v ČR během uplynulého týdnu poprvé od listopadu roku 2015 zdražily.
 Srbsko na celém území země vyhlásilo stav ohrožení v důsledku rozsáhlých záplav.
11. března – pátek 
 Z doků ve francouzském Saint-Nazaire vyplula k první zkušební plavbě jedna z největších výletních lodí světa Harmony of the Seas (na obrázku) postavená pro americkou společnost Royal Caribbean International. Plavidlo o výtlaku 120 000 tun má délku 362 m, celkem 16 palub bude sloužit pro až 6000 pasažérů a přes 2000 členů posádky.
 Liga arabských států označila libanonské, šítske hnutí Hizballáh jako teroristickou organizaci. Libanon a Irák návrh nepodpořili.
 Science: Japonští vědci publikovali objev bakterie Ideonella sakaiensis, která je schopná rozkládat polyethylentereftalát (PET). 
12. března – sobota 
 Volby prezidenta USA 2016: Republikánský kandidát Donald Trump zrušil v reakci na potyčky mezi svými podporovateli a odpůrci svůj volební mítink v Chicagu.
 Mistr Lee Se-dol prohrál třetí zápas ve hře Go s programem AlphaGo společnosti Google.
13. března – neděle 
 Nejméně 34 lidí bylo zabito při výbuchu bomby v tureckém hlavním městě Ankaře. K atentátu se později (17.3.) přihlásila kurdská militantní organizace Sokoli osvobození Kurdistánu (TAK).
 Pracovníkům pražské zoologické zahrady se podařilo odchytit posledního z osmnácti ibisů skalních, jež ulétli ze sněhem poškozené voliéry v noci z 29. února na 1. března.
 Nejméně 16 lidí bylo zabito poté, co skupina ozbrojenců z Al-Káidy v islámském Maghrebu zaútočila na turistickou oblast ve městě Grand Bassam na Pobřeží slonoviny.
 Mistr Lee Se-dol (na obrázku) vyhrál čtvrtý z pětice zápasů ve hře Go s programem AlphaGo společnosti Google.
14. března – pondělí 
 Syrská krize: Ruský prezident Vladimir Putin nařídil stažení ruských intervenčních sil ze Sýrie.
 Z kazašského kosmodromu Bajkonur odstartovala evropsko-ruská vesmírná sonda projektu ExoMars, jejímž hlavním cílem je výzkum methanu v atmosféře Marsu.
15. března – úterý 
 Lodní dopravu na Labi v Drážďanech zablokovala česká nákladní loď Albis s 800 tun soli na palubě. Loď stojí pod Albertovým mostem napříč všemi pilíři a kvůli silnému proudu se jí nedaří uvolnit bez vyložení nákladu.
 Tchin Ťjo, kandidát Národní ligy pro demokracii, byl zvolen novým prezidentem Myanmaru.
 Předsedové stran SMER – sociálna demokracia, Slovenská národná strana, Sieť a MOST-HÍD podepsali dohodu o koaličních prioritách.
 Při protiteroristické operaci v belgickém hlavní městě Bruselu spojené s teroristickými útoky v Paříži v roce 2015 došlo k přestřelce. Policie oblast uzavřela.
16. března – středa 
 Syrská krize: Ruská armáda pokračovala ve stahování leteckých sil nasazených v Sýrii. Do Ruské federace odletěla skupina bitevníků Suchoj Su-25 doprovázená transportním letounem Iljušin Il-62.
17. března – čtvrtek 
 Ve věku 83 let zemřela Olga Čuříková (na obrázku), dlouholetá česká televizní a rozhlasová moderátorka a dramaturgyně.
 V Bruselu začal summit, z nějž má vzejít konečná podoba dohody EU a Turecka o omezení migrace. Jednání komplikují především neshody ohledně Kypru a stále se stupňující požadavky Turecka na finanční příspěvky od států EU.
18. března – pátek 
 Osmého teroristu, hledaného v souvislosti s teroristickými útoky v Paříži, Salaha Abdeslama, dopadla v pátek belgická policie na bruselském předměstí Molenbeek.
 Po komplikovaných jednáních v Bruselu se Evropská unie dohodla s Tureckem na podmínkách vracení běženců do Turecka. EU tak má v roce 2016 přijmout maximálně 72 000 Syřanů a Turecko dostane od EU další 3 miliardy eur finanční pomoci.
 K Mezinárodní vesmírné stanici (ISS) odstartovala z kazašského kosmodromu Bajkonur loď Sojuz TMA-20M s posádkou (na obrázku), kterou tvoří dva Rusové a jeden Američan – Oleg Skripočka, Alexej Ovčinin a Jeffrey Williams.
 Ve věku 79 let zemřel český filmový režisér Jan Němec (na obrázku).
19. března – sobota 
 Česká biatlonistka Gabriela Soukalová si v závodě v sibiřském Chanty-Mansijsku zajistila prvenství ve Světovém poháru žen v sezóně 2015/16.
 Letadlo Boeing 737-800 dubajských nízkonákladových aerolinií Flydubai se zřítilo při pokusu o přistání na letišti Rostov na Donu na jihu Ruska. Z 62 osob na palubě nehodu nikdo nepřežil.
20. března – neděle 
 Barack Obama navštívil Kubu, jako první úřadující americký prezident od roku 1928.
 Ve věku 91 let zemřel v Praze český politolog a diplomat Otto Pick, bývalý ředitel čs. vysílání Rádia Svobodná Evropa v Mnichově.
21. března – pondělí 
 Patrice Talon byl zvolen novým prezidentem Beninu.
 Válka na východní Ukrajině: Soud v ruském Doněcku uznal ukrajinskou pilotku Nadiju Savčenkovou (na obrázku) vinnou z ilegálního překročení hranice a vraždy dvou ruských novinářů.
 Dva lidé byli zabiti při srážce nákladního vlaku s osobním vozem v Golčově Jeníkově. Zabezpečení železničním přejezdu v době nehody nefungovalo a vlak jel nepřiměřenou rychlostí.
 Irský prezident Michael D. Higgins vyjádřil soustrast příbuzným rodiny, jejíž pět členů se utopilo poté, co jejich automobil sjel do moře v irském hrabství Donegal. Čtyřměsíční miminko bylo zachráněno náhodným kolemjdoucím.
 Neznámý muž spáchal v bělehradském pekařství, patřícím bývalému ministrovi Brastilavu Petkovičovi, sebevraždu nalehnutím na odjištěný granát. Teroristický útok policie vyloučila a čin si nevyžádal další oběti.
22. března – úterý 
 Teroristické útoky na mezinárodním letišti v Bruselu a v bruselském metru, ke kterým se přihlásil Islámský stát, si vyžádaly 34 mrtvých a na 200 zraněných.
 Soud v ruském Doněcku odsoudil ukrajinskou pilotku Nadiju Savčenkovou (na obrázku) k 22 letům vězení. Ukrajinský prezident Petro Porošenko nabídl výměnu za dva ruské vojáky zajaté během konfliktu na východní Ukrajině.
 Čeští vojáci odrazili útok ozbrojenců z Al-Káidy v islámském Maghrebu na základnu pro výcvik ozbrojených sil vedenou Evropskou unií v maliském hlavním městě Bamako.
23. března – středa 
 Slovenský prezident Andrej Kiska jmenoval sociálního demokrata Roberta Fica premiérem nové koaliční vlády.
24. března – čtvrtek 
 Novozélanďané v celonárodním referendu zamítli nový návrh vlajky.
 Mezinárodní trestní tribunál pro bývalou Jugoslávii uznal Radovana Karadžiće vinným z genocidy bosenských muslimů během bosenské války v letech 1992 až 1995.
25. března – pátek 
 Přes půl milionu Kubánců i zahraničních fanoušků přišlo na první koncert britské rockové skupiny The Rolling Stones v kubánské metropoli Havaně. Zpěvák kapely Mick Jagger označil vystoupení za známku skutečných změn na ostrově, kde zahraniční rockové kapely bývaly po desítky let zakazovány. 
 Konžský prezident Denis Sassou-Nguesso (na obrázku) byl zvolen prezidentem země pro třetí volební období.
26. března – sobota 
 Cenu Thálie za celoživotní mistrovství obdrželi Stanislav Zindulka, Dalibor Jedlička, Pavel Ždichynec, Ladislav Županič a Jiří Vyšohlíd, zvláštní cenu Kolegia režisér a dramaturg Petr Weigl. 
27. března – neděle 
 Přinejmenším 52 mrtvých a více než 150 zraněných si vyžádal bombový útok sebevražedného atentátníka v parku ve městě Láhauru na severovýchodě Pákistánu. Mezi oběťmi je zřejmě mnoho křesťanů, kteří do parku přišli oslavit Velikonoce.
 Občanská válka v Sýrii: Jednotky syrské armády věrné prezidentovi Bašárovi Asadovi osvobodily město Palmýra dosud ovládané Islámským státem.
28. března – pondělí 
 Na třídenní návštěvu do ČR přilétá čínský prezident Si Ťin-pching. Setká se postupně s prezidentem Zemanem, premiérem Sobotkou a dalšími politiky. Poničené čínské vlajky po jeho příjezdové trase byly přes víkend obnoveny.
29. března – úterý 
 Ministři PMDB, nejsilnější strany v brazilském parlamentu, rezignovali na své pozice ve vládě prezidentky Dilmy Rousseffové.
 Japonská vesmírná agentura ztratila kontakt s rentgenovou a gama observatoří Hitomi. Cena sondy byla 6,7 miliardy korun a jejím úkolem mělo být zkoumání černých děr, neutronových hvězd a galaktických jader.
 Letadlo EgyptAir MS 181 bylo uneseno během egyptského vnitrostátního letu z Alexandrie do Káhiry. Letoun přistál v kyperské Larnace, kde únosce postupně propustil většinu rukojmí a posléze byl zatčen místními úřady.
30. března – středa 
 Občanská válka v Kolumbii: Kolumbijská vláda oficiálně oznámila zahájení mírových rozhovorů s Národní osvobozeneckou armádou.
 Občanská válka v Libyi: Členové mezinárodně podporovaného vládního kabinetu připluli do libyjského hlavního města Tripolis.
31. března – čtvrtek 
 Ve věku 65 let zemřela Zaha Hadid (na obrázku), nejslavnější architektka světa.
 Keňský prezident Uhuru Kenyatta posmrtně vyznamenal Salaha Faraha za záchranu životů desítek křesťanů během útoku ozbrojenců hlásících se ke skupině Aš-Šabáb na autobus u somálské hranice.
 Městský soud v Praze pravomocně rozhodl o tom, že ČSSD má povinnost uhradit právníku Zdeňku Altnerovi pohledávky za zastupování ve sporu o Lidový dům ve výši 300 milionů korun.
 Kauza Nagyová: Městský soud v Praze zrušil osvobozující verdikt nad Janou Nečasovou a dalšími podezřelými v kauze zneužití Vojenského zpravodajství a kauzu vrátil k novému projednání soudu nižší instance.